# Maßbach

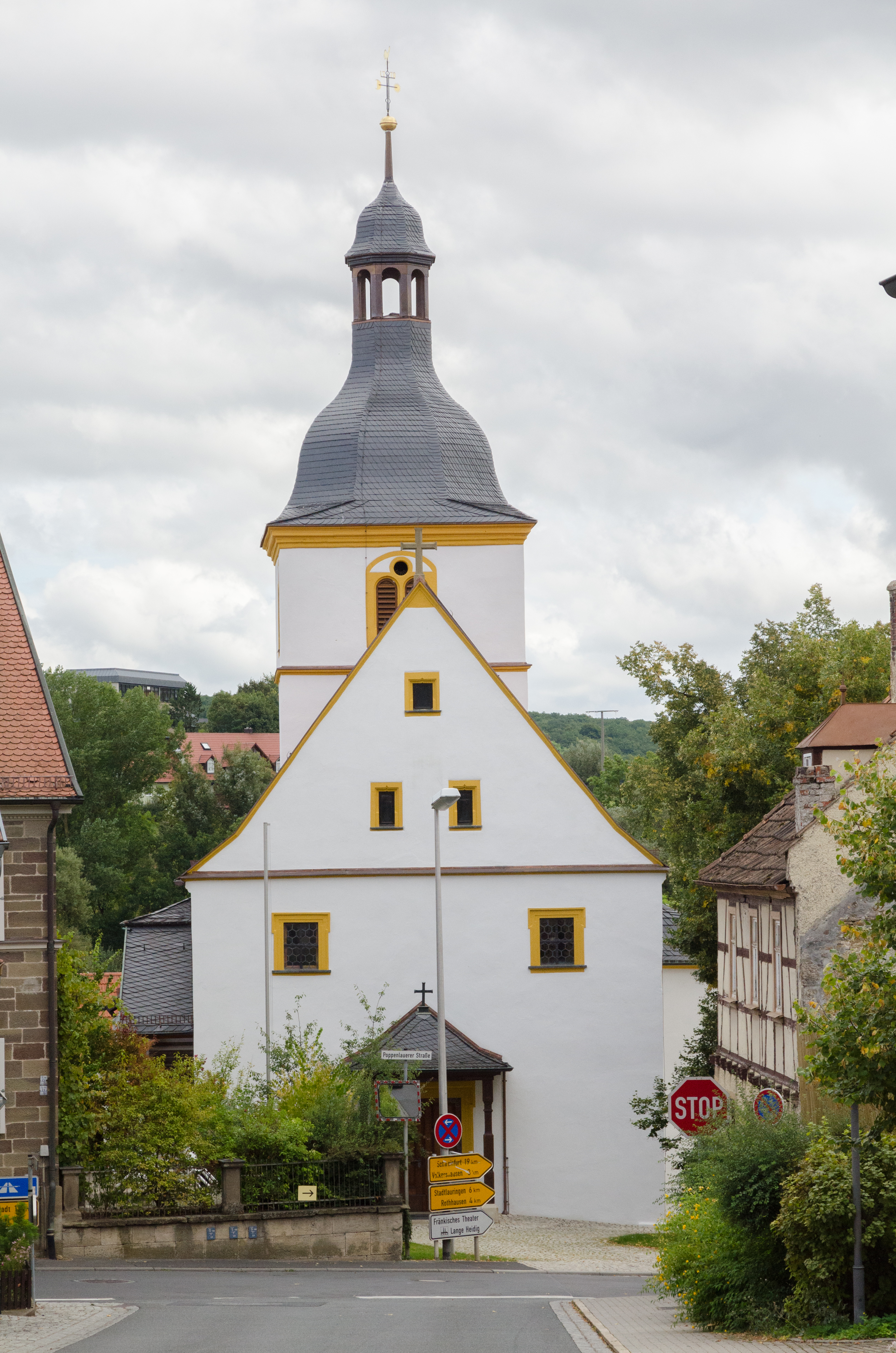
St. Bartholomäus

Maßbach ist ein Markt im unterfränkischen Landkreis Bad Kissingen und der Sitz der Verwaltungsgemeinschaft Maßbach. Er liegt 15 km nördlich von Schweinfurt.
Das Theater Schloss Maßbach ist das am längsten bestehende staatlich subventionierte private Gastspieltheater Deutschlands und erfüllt die Funktionen einer Landesbühne.

## Geografie

### Geografische Lage
Die Gemeinde liegt zwischen den Naturparks Bayerische Rhön und Haßberge an der Lauer. Das südliche Gemeindegebiet gehört zur Schweinfurter Rhön.

### Nachbargemeinden
(im Uhrzeigersinn im Norden beginnend; die Gemeinden gehören zum Landkreis Bad Kissingen, sofern nicht anders angegeben)
Nüdlingen, Münnerstadt, Thundorf, Stadtlauringen¹, Üchtelhausen¹ und Rannungen

¹ Landkreis Schweinfurt
Die Gemeinden Rannungen und Thundorf einschließlich der Ortsteile Theinfeld und Rothhausen bilden mit dem Markt Maßbach die Verwaltungsgemeinschaft Maßbach, deren Sitz in Maßbach ist.

### Gemeindegliederung
Es gibt 15 Gemeindeteile (in Klammern ist der Siedlungstyp angegeben):
- Aumühle
- Biegenmühle (Einöde)
- Brandmühle (Einöde)
- Haardmühle (Einöde)
- Haupertsmühle (Einöde)
- Marxmühle
- Maßbach (Hauptort)
- Mittelmühle (Einöde)
- Neubauhof (Einöde)
- Poppenlauer (Pfarrdorf)
- Randsbachsmühle (Einöde)
- Thalhof (Einöde)
- Volkershausen (Kirchdorf)
- Weichtungen (Kirchdorf)
- Ziegelmühle (Einöde)

## Geschichte

### 8. bis 14. Jahrhundert
Durch Bodenfunde ist eine Besiedlung seit der Sesshaftwerdung der Menschen auf dem Gebiet des heutigen Marktes Maßbach nachgewiesen. Schriftliche Aufzeichnungen über Schenkungen an das Kloster Fulda erwähnen den Ort erstmals um 770 n. Chr.
Um das Jahr 825 wurde das zu Maßbach gehörende Weichtungen und 899 der Ort Poppenlauer ebenfalls zum ersten Male urkundlich erwähnt. Der Gemeindeteil Volkershausen wurde 1198 erstmals beurkundet. Der größte Teil des heute nördlichen Unterfrankens mit Maßbach und seiner Umgebung war Teil des Lehensgebietes der Grafen von Henneberg. Die Herren von Maßbach waren deren Vasallen. Um das Jahr 1100 besaß Maßbach bereits Marktrechte. Maßbach war von Anfang an hennebergischer Zentort für Maßbach, Poppenlauer, Thundorf, Theinfeld, Rothhausen, Stadtlauringen, Reinhardshausen, Ballingshausen, Ebertshausen, Hoppachshof, Madenhausen, Volkershausen und die untergegangenen Orte Ransbach, Weissensee und Stündingshausen. Ihre Blütezeit hatte die Zent Maßbach im 12.–14. Jahrhundert. Während der Zeit der Stammesherzogtümer lag Maßbach im Herzogtum Franken.

### 15. bis 18. Jahrhundert
Die Besitztümer in Maßbach wurden mehrmals wegen Geldschwierigkeiten verpfändet bzw. weiterverkauft. 1408 kauften die Brüder Eberhard und Albrecht von Maßbach für 2000 rheinische Gulden das Schloss Maßbach mit seinem Zent- und Dorfgericht vom Fürsten Wilhelm von Henneberg-Schleusingen zurück. Als im Jahre 1583 die Linie der Henneberger ausstarb, erhielten die sächsischen Herzöge und der sächsische Kurfürst als Erben der Henneberger einen Teil der Maßbacher Besitzungen, die sie gemeinschaftlich von Meiningen aus verwalteten. Den anderen Teil und andere Güter tauschte der Fürstbischof von Würzburg gegen das Gebiet um Meiningen. Dadurch gab es in Maßbach zwei Dorfherren, die wettinischen Herzöge von Sachsen und den Fürstbischof von Würzburg.
Da bereits vor dieser Zeit die Reformation in Maßbach eingeführt worden war, behielten sich die sächsischen Fürsten die Hoheit in geistlichen Fragen vor. Auch als Graf Melchior von Hatzfeld 1637 vor dem Kurfürsten von Sachsen das sächsische Lehen in Maßbach als Geschenk erhielt, geschah dies unter dem Vorbehalt, die sächsische Kirchenhoheit unangetastet zu lassen. Die Hatzfelder Ära endete in Maßbach im Jahre 1699, in dem die Herren von Rosenbach, die bereits 1676 das Thundorfer Gut und Schloss einschließlich der Schaumberger Untertanen in Maßbach erworben hatten, den Besitz der Hatzfelder Grafen für 55.000 Gulden kauften.
Bei der Aufteilung des hennebergischen Erbes auf die einzelnen Linien des Hauses Wettin (1660) fielen die sächsischen Besitzungen in und um Maßbach, dazu die Lehnsherrschaft über Güter und Rechte in der näheren Umgebung an Sachsen-Altenburg bzw. nach Erlöschen dieser Linie (1672) an Sachsen-Eisenach. Nach dem Erlöschen des Hauses Sachsen-Eisenach (1741) übernahm der Herzog von Sachsen-Weimar-Eisenach die Rechte. Das Gebiet gehörte in dieser Zeit als Exklave zum Hintergericht des Amts Lichtenberg.

### 19. Jahrhundert bis zur Gegenwart

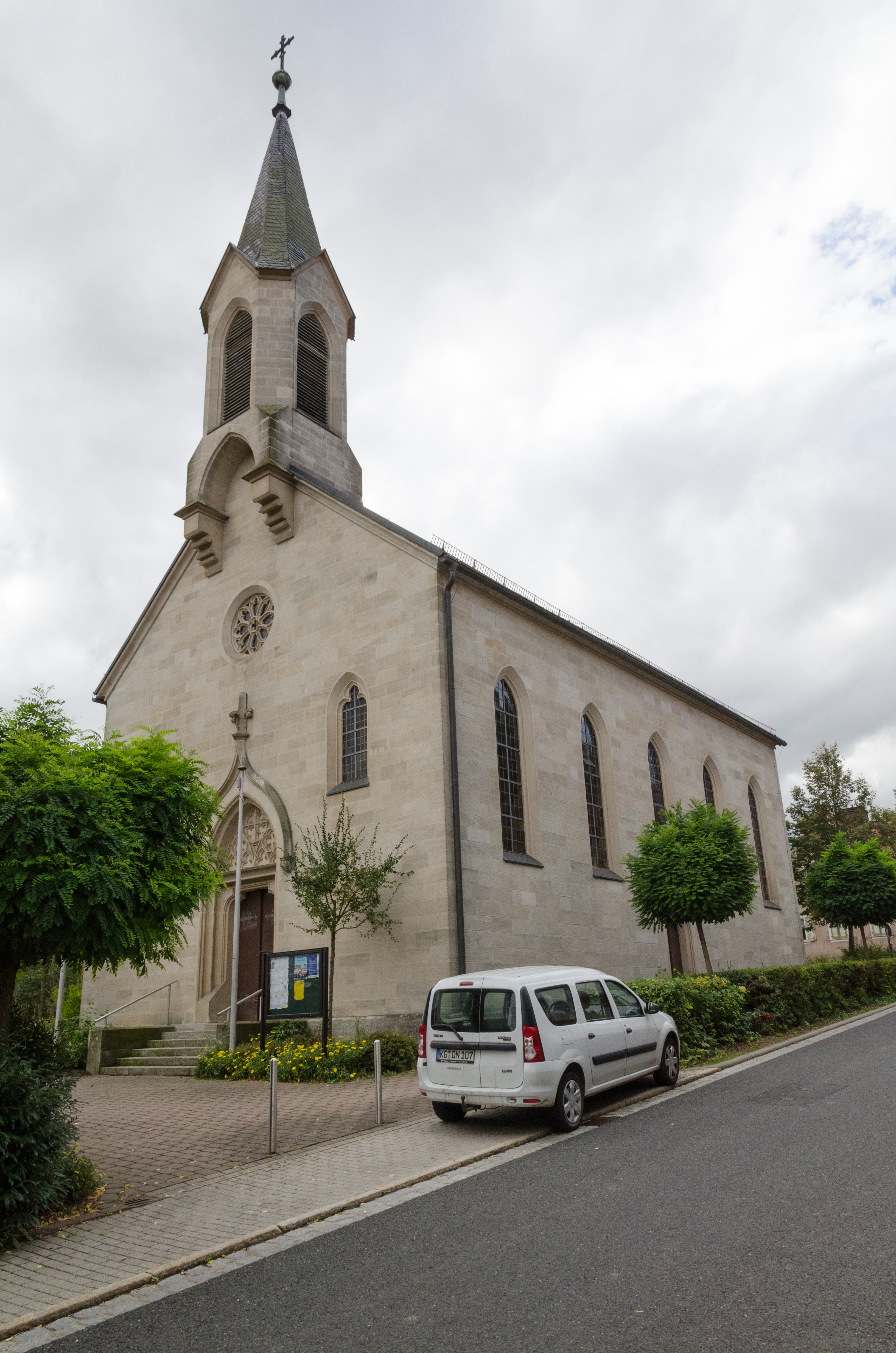
St Alfons, neugotisch 1867

Mit der politischen Neugliederung des Reiches zu Beginn des 19. Jahrhunderts endete auch die Landesherrschaft des Herzogs von Sachsen-Weimar-Eisenach in der Herrschaft Maßbach. Der Herzog konnte allerdings 1806 die durch Erlöschen der Freiherren von Rosenbach heimfallenden Lehen einziehen. Landesherr war von 1802 bis 1806 der Kurfürst von Bayern, von 1806 bis 1815 der Großherzog von Würzburg, ab 1816 der König von Bayern.
Mit der Ablösung der grundherrlichen Lasten verblieb dem Großherzog lediglich das Kammergut zu Maßbach, das 1872 von Eisenhüttenbesitzer Benckiser aus Pforzheim erworben wurde. Es befindet sich noch heute im Familienbesitz. Ende des 19. Jahrhunderts errichtete die Familie Benckiser ein Schloss, genannt „Villa“, am Schalksberg, das heute das im süddeutschen Raum bekannte Fränkische Theater beherbergt. Das Fränkische Theater hat 1960 im Burghof eine beheizbare Freilichtbühne eröffnet, auf der in den Sommermonaten Juni, Juli und August vor der Kulisse des Schlosses Freilichtaufführungen stattfinden.
Maßbach zählte im Jahr 1939 schon 1245 Einwohner und bildete auch dank seiner Eigenschaft als ehemaliger Zentsitz die Mittelpunktgemeinde im oberen Lauertal mit einer großen Zahl von Handels- und Handwerksbetrieben. Doch war zu diesem Zeitpunkt noch die Landwirtschaft die Haupterwerbsquelle der Bevölkerung. Mit der Aufnahme von Heimatvertriebenen stieg die Einwohnerzahl im Jahre 1949 auf über 2000 an. Ebenso wuchs die Einwohnerzahl von Poppenlauer auf über 2000. Allmählich setzte auch eine Strukturveränderung von einer rein landwirtschaftlichen Gemeinde mit Handels- und Handwerksbetrieben zu einer überwiegend von Arbeitern bewohnten Gemeinde mit gewerblicher Mittelpunktfunktion ein.
Seit der Gebietsreform des Jahres 1972 gehören zum Markt Maßbach die Orte Poppenlauer, Volkershausen und Weichtungen.

### Eingemeindungen
Im Zuge der Gebietsreform in Bayern wurden am 1. Januar 1972 die Gemeinden Poppenlauer, Theinfeld, Volkershausen und Weichtungen eingemeindet.

### Ausgliederungen
Am 1. Mai 1978 wurde Theinfeld an die Nachbargemeinde Thundorf in Unterfranken abgetreten.

### Einwohnerentwicklung
Im Zeitraum 1988 bis 2018 sank die Einwohnerzahl von 4479 auf 4379 um 100 Einwohner bzw. um 2,2 %. 1999 hatte der Markt 4952 Einwohner.
(Quelle: BayLfStat)

## Politik

### Gemeinderat
Der Gemeinderat hat 16 Mitglieder. Die Kommunalwahlen seit 2014 brachten folgende Ergebnisse:
| Partei/Liste                   | Sitze 2014 | Sitze 2020 |
| ------------------------------ | ---------- | ---------- |
| CSU                            | 3          | 4          |
| SPD                            | 3          | 2          |
| Bürgerblock Poppenlauer        | 3          | 2          |
| Für Bürger und Umwelt          | 1          | –          |
| Grüne/Für Bürger und Umwelt    | –          | 2          |
| Wählergemeinschaft Poppenlauer | 3          | 3          |
| Christliche Wähler Weichtungen | 2          | 2          |
| Freie Wähler Volkershausen     | 1          | 1          |
| Wahlbeteiligung                | 86,58 %    | 68,79 %    |

Weiteres Mitglied und Vorsitzender des Gemeinderates ist der Erste Bürgermeister. Dies ist seit 1. Mai 2014 Matthias Klement; er wurde am 15. März 2020 mit 93,1 % der Stimmen für weitere sechs Jahre bestätigt.

### Wappen
| Wappen von | Blasonierung: „Gespalten von Silber und Rot mit einer durchgehenden Spitze in verwechselten Farben.“ |
| Wappen von | Wappenbegründung: Das Wappen der Gemeinde Maßbach ist identisch mit dem Familienwappen der Grafen von Massbach, die die Ortsherrschaft bis zu ihrem Aussterben 1637 besaßen. Es gibt Siegelabdrücke dieses Wappens seit dem 14. Jahrhundert. Von der Gemeinde wird das Wappen seit Ende des 19. Jahrhunderts geführt. Farbangaben aus dieser Zeit existieren jedoch nicht. In Abbildungen sind die silbernen Wappenflächen kreuzweise schraffiert. Das Wappen wurde am 14. April 1949 vom Innenministerium verliehen. Die Gemeinde stellte bereits 1937 den Antrag auf Verleihung des Wappens, der jedoch wegen des Kriegsausbruch 1939 nicht weiter behandelt wurde. |

### Bürgerentscheid
Am 2. August 2009 kam es zu einem Bürgerentscheid mit der Fragestellung: „Sind Sie dafür, dass die Planung und der Bau der Parkscheune (Parkhaus) zwischen dem Rathaus und der Kirche gestoppt wird?“ Für den Bürgerentscheid stimmten 61,9 % (1255) der Wahlbeteiligten und 38,1 % (772) dagegen. Die Wahlbeteiligung lag bei 54,08 %. Der Bürgerentscheid wurde durch das Bürgerbegehren Keine Parkscheune zwischen Rathaus und Kirche in Maßbach initiiert. Für das Bürgerbegehren wurden 653 Unterschriften eingereicht.

### Interkommunale Allianz Schweinfurter OberLand
Die Gemeinde ist seit Juli 2012 Mitglied der Interkommunalen Allianz Schweinfurter OberLand, der außerdem die Gemeinden Rannungen, Thundorf in Unterfranken, Üchtelhausen, Schonungen und Stadtlauringen angehören (siehe auch Schweinfurter Rhön).

### Partnergemeinden
- Cingal (seit 1989/90)

Der Markt Maßbach unterhält mit ihren vier Ortsteilen eine Städtepartnerschaft mit 13 Orten der „Communauté de communes du Cingal“ bei Caen in Frankreich. Der Sitz der Communauté de communes befindet sich in Bretteville-sur-Laize.

## Kultur und Sehenswürdigkeiten

### Theater

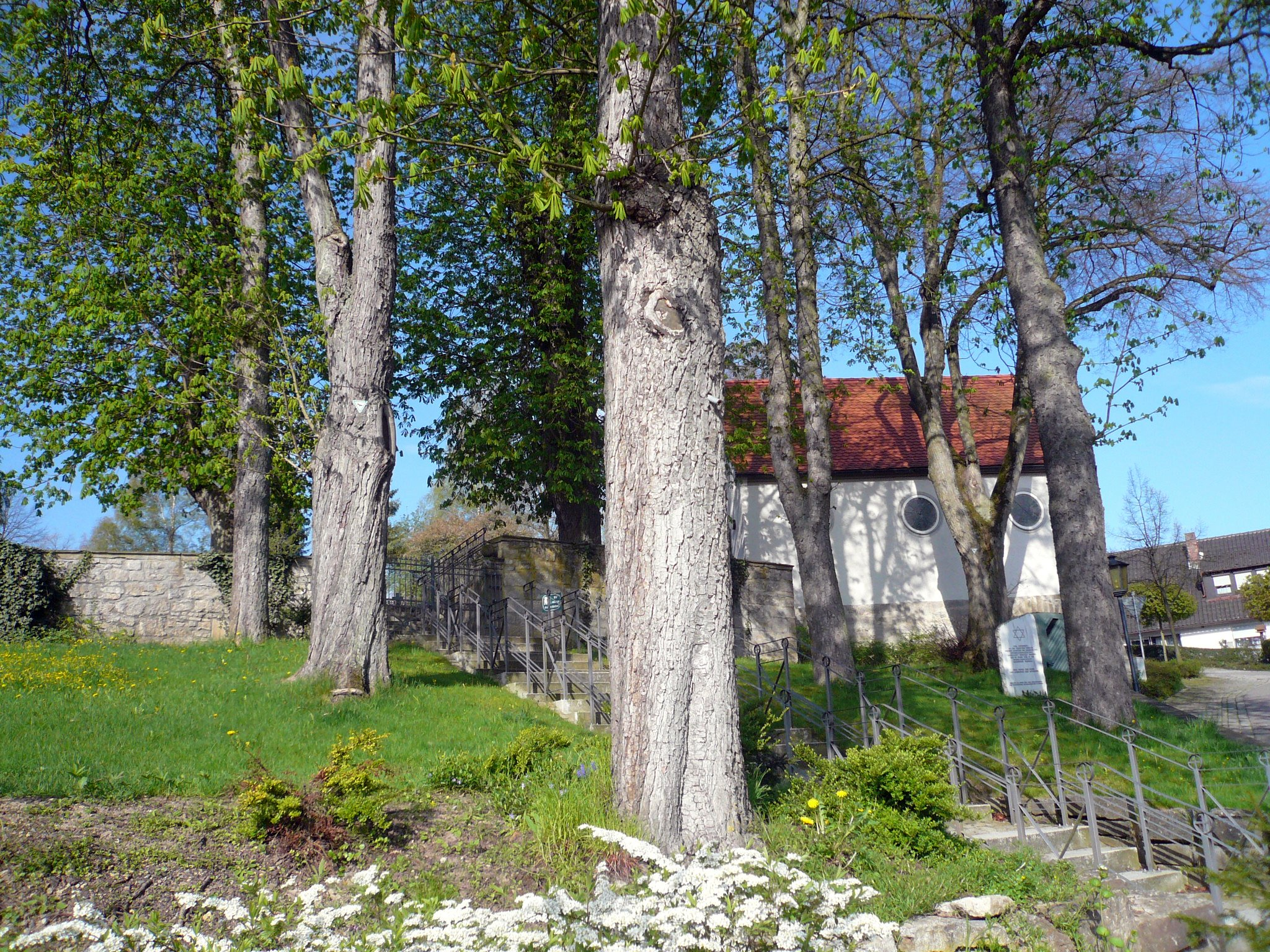
Baumgang bei Maßbach

Fränkisches Theater Schloss Maßbach. Das Fränkische Theater Schloss Maßbach ist das am längsten bestehende staatlich subventionierte private Gastspieltheater Deutschlands und erfüllt die Funktionen einer Landesbühne.

### Museen
- Heimatmuseum des Marktes Maßbach im Schrimpfschen Schloss in Poppenlauer[14][15]
- Museum in der Synagoge Maßbach[16]

### Friedhöfe
Im Friedhof der jüdischen Gemeinde von Maßbach in der Oberen Friedhofstraße befinden sich 41 Grabsteine; die letzte Bestattung fand 1945 statt.

### Baudenkmäler

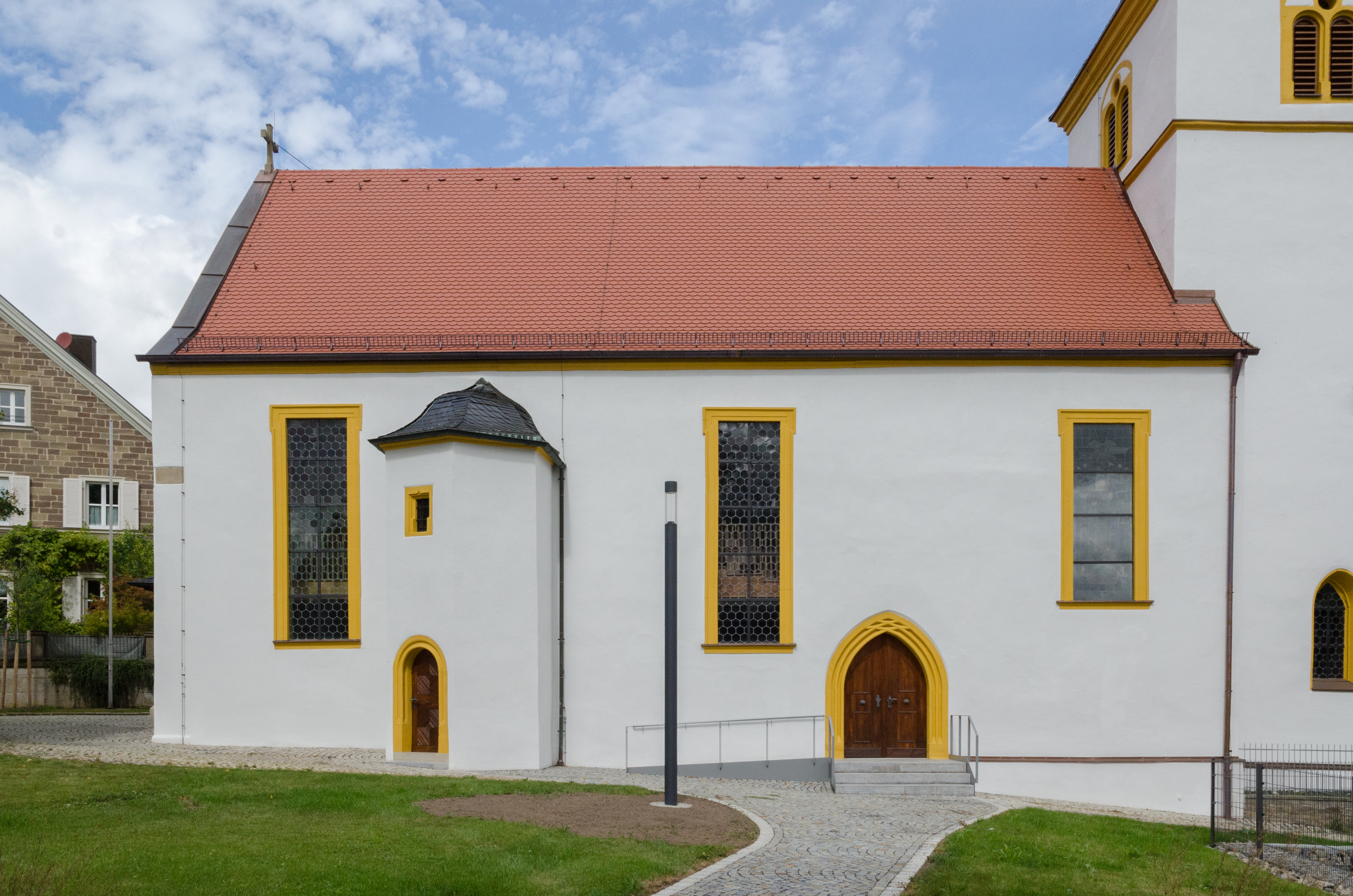
St. Bartholomäus

### Vereine

#### Fußballvereine
Im Markt Maßbach hat jeder Gemeindeteil einen Fußballverein. Herrenmannschaften haben der FC Eintracht Poppenlauer, der TSV Maßbach und die DJK Weichtungen. Die Jugendmannschaften von FC Eintracht Poppenlauer und DJK Weichtungen bilden Spielgemeinschaften. Die Jugendmannschaften des TSV Maßbachs spielen in der JFG Wern-Lauertal. Der VfB Volkershausen nimmt nicht am aktiven Fußballspielbetrieb teil.

#### Sonstige Vereine
- Angelclub Wannig, Poppenlauer
- Angelsportverein Forelle, Poppenlauer
- Radfahrverein Lauertal 1921, Maßbach
- Roly Poly Squares[18]
- Schachclub Massbach 1951
- Schützengesellschaft Maßbach
- Sportschützenverein Lauertal, Poppenlauer
- Tennisabteilung Maßbach
- Turnverein Poppenlauer

## Infrastruktur und Bildung

### Verkehr
- Öffentlicher Busverkehr mit Anschluss in die Städte Schweinfurt, Bad Kissingen und Bad Neustadt ist gegeben.
- Der nächste Bahnhof befindet sich in Münnerstadt (Strecke Schweinfurt–Erfurt), die Bahnstrecke Rottershausen–Stadtlauringen mit dem Bahnhof Maßbach ist abgebaut.
- Der Markt Maßbach hat eine Anschlussstelle an die A 71.

### Bildung
- Grundschule Poppenlauer
- Volksschule Maßbach (Mittelschule)

## Persönlichkeiten
- Judas Thaddäus Sigerst (1735–1806), Abt von Münsterschwarzach
- Leo Katzenberger (1873–1942), Mitinhaber des Springmann-Schuhwarenhauses
- Lucius Roth (Weichtungen, * 19. Februar 1890, † 3. Oktober 1950), christlicher Märtyrer in Korea[19]
- Josef Filbig (1891–1963), Politiker der NSDAP und der DG, Oberbürgermeister von Amberg
- Günter Rudolf Knieß (* 1951), Diplomat, Botschafter der Bundesrepublik Deutschland